# Зисис Вризас
Зисис Вризас (грч. Ζήσης Βρύζας; Кавала, 9. новембар 1973) бивши је грчки фудбалер. Играо је на позицији нападача. Био је члан репрезентације Грчке која је освојила Европско првенство 2004. године.
Осим у Грчкој наступао је и у Италији и Шпанији. Био је потпредседник ПАОК-а и кратко време и његов председник. Дана 16. августа 2010. Вризас је постао помоћник грчке репрезентације.